# Aventuras de Kirlian (álbum)
Aventuras de Kirlian es un álbum de estudio homónimo del grupo Aventuras de Kirlian perteneciente a la compañía discográfica DRO, editado en el año 1989, y compuesto por 9 canciones.

## Lista de canciones
| N.º | Título                  | Duración |  |
| 1.  | «Un día gris»           |          |  |
| 2.  | «En Francia»            |          |  |
| 3.  | «Víctor»                |          |  |
| 4.  | «Entre días largos»     |          |  |
| 5.  | «Maravillas»            |          |  |
| 6.  | «Pez Luna»              |          |  |
| 7.  | «Largo y cálido verano» |          |  |
| 8.  | «La ventana»            |          |  |
| 9.  | «Todo otra vez»         |          |  |